# Nishan Burkart
Nishan Connell Burkart (* 31. Januar 2000 in Aarau, Schweiz) ist ein Schweizer Fussballspieler. Der Stürmer steht beim FC Winterthur in der Schweizer Super League unter Vertrag.

## Karriere

### Im Verein
Burkart begann das Fussballspielen in der Jugend des FC Zürich. Dort durchlief er die Jugendabteilung und wurde zum Kapitän seiner Mannschaft ernannt. 2016 wechselte er ins Nachwuchsleistungszentrum von Manchester United nach England. Dort kam er unter anderem in der U-18 Premier League, der Premier League 2 und der UEFA Youth League zum Einsatz. Allerdings erreichte er nicht das Profikader. Deswegen wechselte er 2019 zum SC Freiburg. Dort wurde er in der Saison 2019/20 in der 2. Mannschaft in der Regionalliga Südwest eingesetzt. Sein Debüt in der neuen Liga gab er am 27. Juli 2019 bei der 0:2-Niederlage gegen den Bahlinger SC. Am 18. September 2019 erzielte er beim 4:0-Sieg gegen den FSV Frankfurt sein erstes Tor in Deutschland. Burkart beendete seine erste Saison in Freiburg mit 17 Einsätzen und einem Tor in der aufgrund der COVID-19-Pandemie vorzeitig abgebrochenen Saison.
In der Saison 2020/21 entwickelte er sich zum festen Stammspieler im Sturm der zweiten Mannschaft der Freiburger. Dabei erzielte er in 36 Spielen 16 Tore und war somit massgeblich am Aufstieg der Mannschaft in die 3. Liga beteiligt. Aufgrund seiner starken Entwicklung wurde Burkart von Trainer Christian Streich auch am 20. Januar 2021 beim 2:2-Unentschieden gegen Eintracht Frankfurt erstmals in das Kader der Profimannschaft in der Bundesliga berufen, kam jedoch nicht zum Einsatz. Sein Profidebüt gab er am 3. April 2021 bei der 1:2-Niederlage gegen Borussia Mönchengladbach, als er in der 76. Spielminute für Roland Sallai eingewechselt wurde.
In der Saison 2021/22 spielte die zweite Mannschaft der Freiburger in der 3. Fußball-Liga. Dort gab Burkart am 25. August 2021 beim 1:0-Sieg gegen die Würzburger Kickers sein Debüt. Am 19. September 2021 konnte er beim 2:0-Sieg gegen Viktoria Berlin sein erstes Tor in der 3. Liga per Penalty erzielen. Insgesamt blieb Burkart in der Saison verstärkt in der zweiten Mannschaft. Er stand zwar noch einige Male im Kader der Bundesliga-Mannschaft, kam jedoch zu keinem weiteren Einsatz. In der Rückrunde wurde er zudem von Verletzungen geplagt. Somit kam er auf nur 17 Einsätze mit zwei Toren in der 3. Liga in der gesamten Saison.
Zu Beginn der Saison 2022/23 stand Burkart erneut im Kader der zweiten Freiburger Mannschaft in der 3. Liga, für die er zu vier Einsätzen kam. Ende August 2022 wechselte der Stürmer zum FC Winterthur, an den er zunächst für eine Saison ausgeliehen wurde, wobei sich der Verein eine Kaufoption sicherte. Für seinen neuen Club gab er am 2. Oktober 2022 beim 3:1-Sieg gegen den FC Sion sein Debüt. In der Folge gehörte Burkart regelmässig zur Startformation seines Vereins. Am 30. Oktober 2022 konnte er sogar den 1:0-Siegtreffer gegen den FC St. Gallen erzielen.
Im Sommer 2023 verpflichtete der FC Winterthur Burkart fest. In der Saison 2023/24 war er eine wichtige Stütze des Teams und massgeblich an der überraschenden Endplatzierung auf dem 6. Rang mitverantwortlich. Er kam in 36 von 38 Ligaspielen zum Einsatz, davon 17 Mal in der Startformation, und erzielte 8 Tore. Im Schweizer Cup schoss er am 28. Februar 2024 beide Tore zum fulminanten Viertelfinalsieg gegen den FC Zürich. Im Juli 2024 verlängerte er seinen Vertrag vorzeitig bis 2027. In der Saisonvorbereitung verletzte er sich, weswegen er bis im September ausfiel. Ab dem 5. Oktober bestritt er 9 Spiele, ehe er sich in der Winterpause abermals verletzte. Am 1. März hatte er sein Comeback im Spiel gegen den FC St. Gallen und schoss 2 Minuten nach seiner Einwechslung das 4:0.

### In der Nationalmannschaft
Ab 2014 durchlief Burkart auch die Nachwuchsmannschaften der Schweizer Fussballnationalmannschaft von der U-15 an. Am 29. August 2017 gab er sein Debüt für die U-19-Nationalmannschaft bei der 0:3-Niederlage gegen die Slowakei. Sein erstes Tor erzielte er bei der 3:4-Niederlage gegen Wales am 3. Oktober 2017. 2019 kam er insgesamt sechsmal für die U-20 Nationalmannschaft zum Einsatz.

## Persönliches
Nishan Burkart ist der Sohn der Leichtathleten Stefan Burkart und Helen Barnett. Sein Vater war Sprinter über 60 und 100 Meter, er hielt zwischenzeitlich den Schweizer Rekord auf beiden Distanzen. Er nahm an den Olympischen Sommerspielen 1992 und 1996 teil, bei letzteren wurde er zum ältesten Sprinter in einem 100-Meter-Lauf bei den Olympischen Spielen. Seine Mutter Helen war als Sprinterin auf die 200- und 400-Meter-Distanz spezialisiert und nahm an den Olympischen Sommerspielen 1984 und 1992 teil. Über seine Mutter könnte Nishan Burkart auch für die englische Fussballnationalmannschaft auflaufen.